# 玉山神社
玉山神社（たまやまじんじゃ）は鹿児島県日置市東市来町美山に鎮座する神社。旧社格は村社。

## 祭神
- 瓊瓊杵尊（ニニギノミコト）
- 素戔雄尊（スサノオノミコト）
- 八坂比売命（ヤサカヒメノミコト）
- 諏訪大明神（スワダイメョウジン）
- 建御名方命（タケミナカタノミコト）
- 剣大明神（ツルギダイメョウジン）
- 青剣大明神（アオツルギダイメョウジン）
- 保食神（ウケモチノカミ）
- 鎮守大明神（チンジュダイミョウジン）

当初は檀君が祀られていた。

## 概要
神社のある辺りは「美山」（旧称・苗代川）と呼ばれ朝鮮出兵のときに連行された朝鮮人陶工が薩摩藩によって集住させられていた集落で、その陶工達が慶長10年（1605年）に檀君を祭る祠を建てたのが始まりである。古くから航海及び漁業の守護神とされていたが、明和3年（1766年）に陶器神に主神が変更されている
昭和の外務大臣、東郷茂徳はこの地の出身であるが、茂徳の母親はこの神社に日参していたと伝わる。

### 分社
鹿屋市笠之原町に鎮座する玉山神社は、宝永5年（1708年）に美山の玉山神社を勧請して創建されたものである。こちらの祭神も檀君であったが、明治になって素戔雄尊に変わった。
鹿屋市飯隈町にも美山の玉山神社から勧請されて創建された玉山神社が存在する。